# Прибережье (Мстиславский район)
Прибережье (бел. Прыбярэжжа) — деревня в Мстиславском районе Могилёвской области Белоруссии. Входит в состав Ходосовского сельсовета.

## География
Деревня находится в северо-восточной части Могилёвской области, в пределах Оршанско-Могилёвской равнины, к северу от реки Волчес, на расстоянии примерно 31 километра (по прямой) к юго-западу от Мстиславля, административного центра района. Абсолютная высота — 171 метр над уровнем моря.

## История
В конце XVIII века деревня Прибрежье входила в состав Мстиславского воеводства Великого княжества Литовского.
Согласно «Списку населенных мест Могилёвской губернии» 1910 года издания населённый пункт входил в состав Белицкой волости Чериковского уезда Могилёвской губернии. Имелось 23 двора и проживало 125 человек (60 мужчин и 65 женщин).
До 2012 года деревня входила в состав ныне упразднённого Заболотского сельсовета.

## Население
По данным переписи 2009 года, в деревне проживало 3 человека.